# Nemeura longstaffi
Nemeura longstaffi là một loài côn trùng trong họ Nemopteridae thuộc bộ Neuroptera. Loài này được Navás miêu tả năm 1915.